# Yongdap (métro de Séoul)
Yongdap (en coréen 용답역) est une station de passage de la branche Seongsu de la ligne 2 du métro de Séoul. Elle est située à Yongdap-dong, dans l'arrondissement Seongdong-gu, à Séoul en Corée du Sud.
Ouverte en 1980, sous le nom Giji, elle est renommée Yongdap en 1992. Elle est desservie par les rames, de la ligne 2, qui circulent sur la branche Seongsu.

## Situation sur le réseau

Plan du réseau (2023)

Établie en surface, la station de passage Yongdap est située, sur la branche Seongsu de la ligne 2 du métro de Séoul. Entre la station de bifurcation Seongsu, terminus de la branche qui permet les correspondances avec la ligne principale circulaire, et la station Sindap en direction du terminus Sinseol-dong.

## Histoire
La station, alors dénommée Giji, est mise en service le 31 octobre 1980 sur la branche Seongsu de la Ligne 2 du métro de Séoul.
Elle est renommée Yongdap le 20 mars 1992.

## Services aux voyageurs

### Accès et accueil
Domiciliée à Yongdap-dong, la station dispose de deux accès, le n°2 donne sur une passerelle qui permet de traverser la rivière et la voie routière rapide situées à l'ouest de la station.

### Desserte
Yongdap est desservie par les rames qui circulent sur la branche Seongsu, entre Seongsu et Sinseol-dong.

Installations
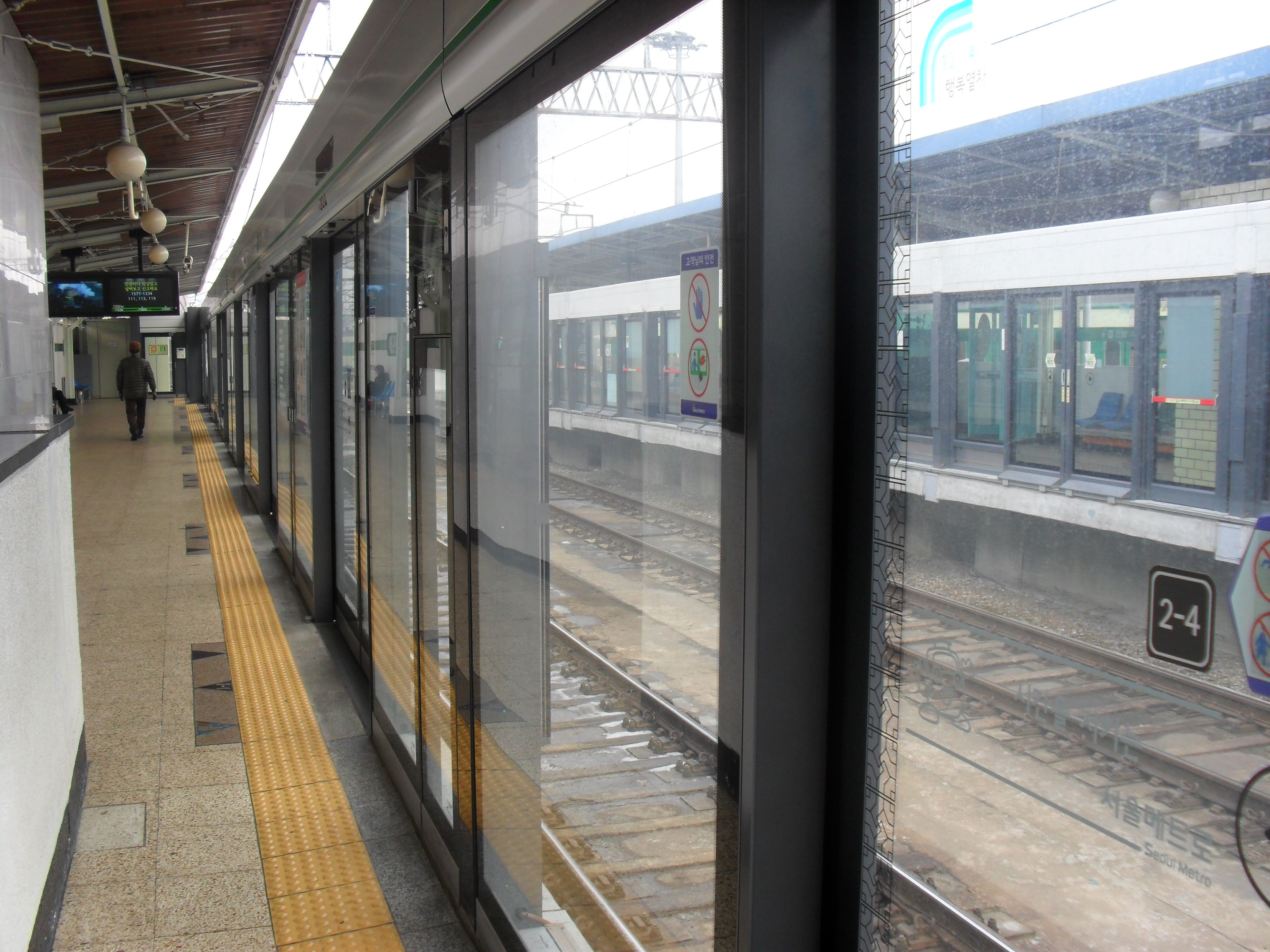
En 2011.
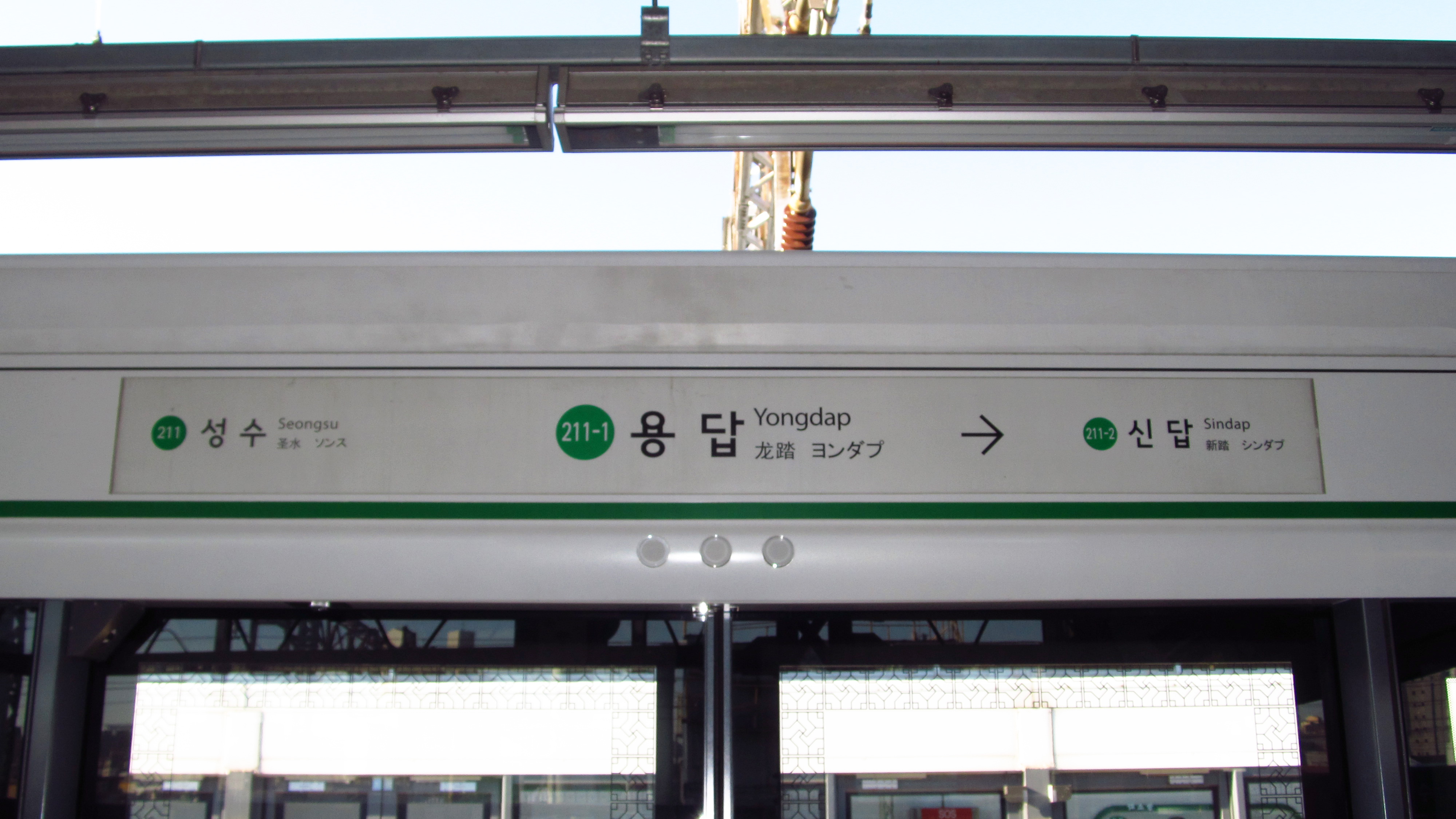
En 2018.
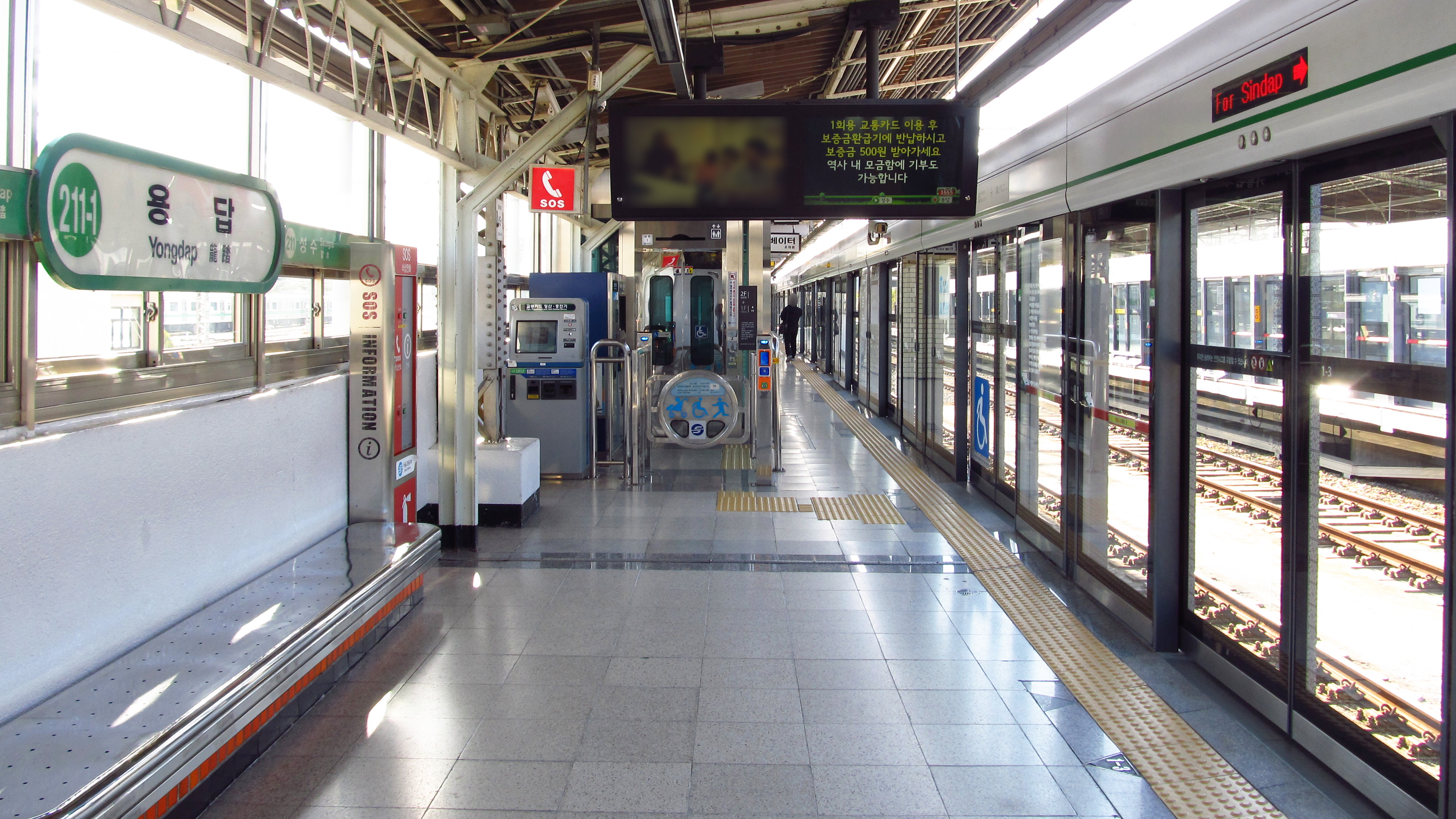
En 2018.

### Intermodalité
L'accès n°2 permet de rejoindre la Salgoji-gil, sur laquelle sont disposés des arrêts de bus.

## À proximité
On y trouve notamment l'Université de Hanyang et l'Université des femmes de Hanyang.